# L'Aubereda
L'Aubereda és una entitat de població (raval) del municipi de Sant Martí de Tous a la comarca d'Anoia.
El nucli principal és una caseria vora el mas de l'Aubereda (Can Aubereda) i altres cases i masies en disseminat, amb 26 habitants (2020).
L'Aubereda està situada al nord de la Serra de Miralles i al sud del poble de Sant Martí de Tous, vora les rieres de la Fou i de l'Aubereda, a una altitud mitjana de 510 m.
Accés: carretera C-37, des d'Igualada o des de Santa Coloma de Queralt fins a Sant Martí de Tous. De Sant Martí de Tous, sortida del poble (per pista forestal, 2,8 km) cap al centre d'hípic i seguir en direcció a la masia Can Aubareda.